# Paul Gachet
Paul-Ferdinand Gachet (Lille, 30 de julio de 1828 -Auvers-sur-Oise, 9 de enero de 1909) fue un médico francés conocido sobre todo por haber tratado al pintor Vincent van Gogh durante sus últimas semanas en Auvers-sur-Oise. Gachet fue un gran mecenas de artistas y del movimiento impresionista. También dedicó su tiempo libre a la pintura, y firmaba sus obras como «Paul van Ryssel», nombre que hace referencia a su ciudad de origen: Gachet había nacido en Lille, que en flamenco recibía el nombre de «Ryssel» (actualmente Rijssel)

## Biografía
Gachet nació en Lille, donde pasó su infancia. Durante su adolescencia, su familia se trasladó a Malinas, donde el padre había sido transferido en 1844-45 para poner en marcha una nueva rama de la empresa para la que trabajaba.
Se licenció en medicina por la Universidad de París y después trabajó en los hospitales mentales de Bicêtre y Pitié-Salpêtrière. Se especializó en enfermedades nerviosas, y en 1858 presentó su tesis en la Universidad de Montpellier, titulada Étude sur la mélancolie («Estudio sobre la melancolía»). De 1865 a 1866 enseñó anatomía artística, y en 1871 trabajó como médico militar durante la Comuna de París.
En 1872 compró la casa de Auvers-sur-Oise para que su esposa Blanche (1843-1875) se repusiera de una enfermedad, aunque conservó su consulta y sus pacientes de París, entre ellos la madre y los hijos de Camille Pissarro.
Un gran número de artistas frecuentaron su casa: Charles-François Daubigny, Armand Guillaumin, Camille Corot, pero sobre todo impresionistas como Paul Cézanne y Pissarro. 
En la primera exposición impresionista, el doctor prestó obras de Cézanne de su colección personal, y en 1891 él mismo expuso en el salón de los independientes. Dedicó mucho tiempo a Charles Meryon después de que el grabador fuera confinado en el manicomio de Charenton. Supervisó la recuperación de Renoir de una neumonía y desaconsejó a Édouard Manet la amputación de su pierna, aunque el pintor no siguió su consejo.
Gachet murió el 9 de enero de 1909, a los 80 años. Está enterrado en la sección 52 del cementerio de Père-Lachaise de París. La casa del doctor fue inscrita con su jardín en el inventario suplementario de los monumentos históricos en 1991. Fue adquirida por el Consejo General de Val d'Oise en 1996 y abrió sus puertas al público en 2003.

## Gachet y Vincent van Gogh
El hermano de van Gogh, Theo van Gogh, pensaba que el historial y la sensibilidad de Gachet hacia los artistas lo convertían en el médico ideal para tratar a su hermano Vincent durante su convalecencia, aunque al poco tiempo de comenzar a visitar a Gachet, el pintor empezó a dudar de la utilidad del doctor. Vincent describió a Gachet como «más enfermo que yo mismo, creo, o podemos decir que casi igual».
La figura de Gachet ha recibido numerosas críticas por el suicidio de van Gogh tras diez semanas de tratamiento. No obstante, el pintor no pudo o no quiso prestar atención al doctor cuando este le aconsejó que dejara el alcohol y el tabaco. Según el experto Wilfred Arnold, «no había mucho que un médico pudiera hacer en esa época para revertir el curso de la enfermedad de Vincent». Arnold resume así el tratamiento médico que van Gogh recibió de los diversos doctores que le trataron: «La evaluación general es que lo hicieron tan bien como se podía esperar con una enfermedad desconocida y un paciente difícil.

## Gachet y el arte
Paul Gachet trató como médico ─entre otros─ a los siguientes pintores: 
- Paul Cézanne
- Jean-Baptiste Corot
- Charles-François Daubigny
- Honoré Daumier
- Julien Dupré
- Jean Geoffroy
- Armand Guillaumin
- Édouard Manet
- Achille Oudinot
- Camille Pissarro y su familia
- Auguste Renoir
- Vincent van Gogh

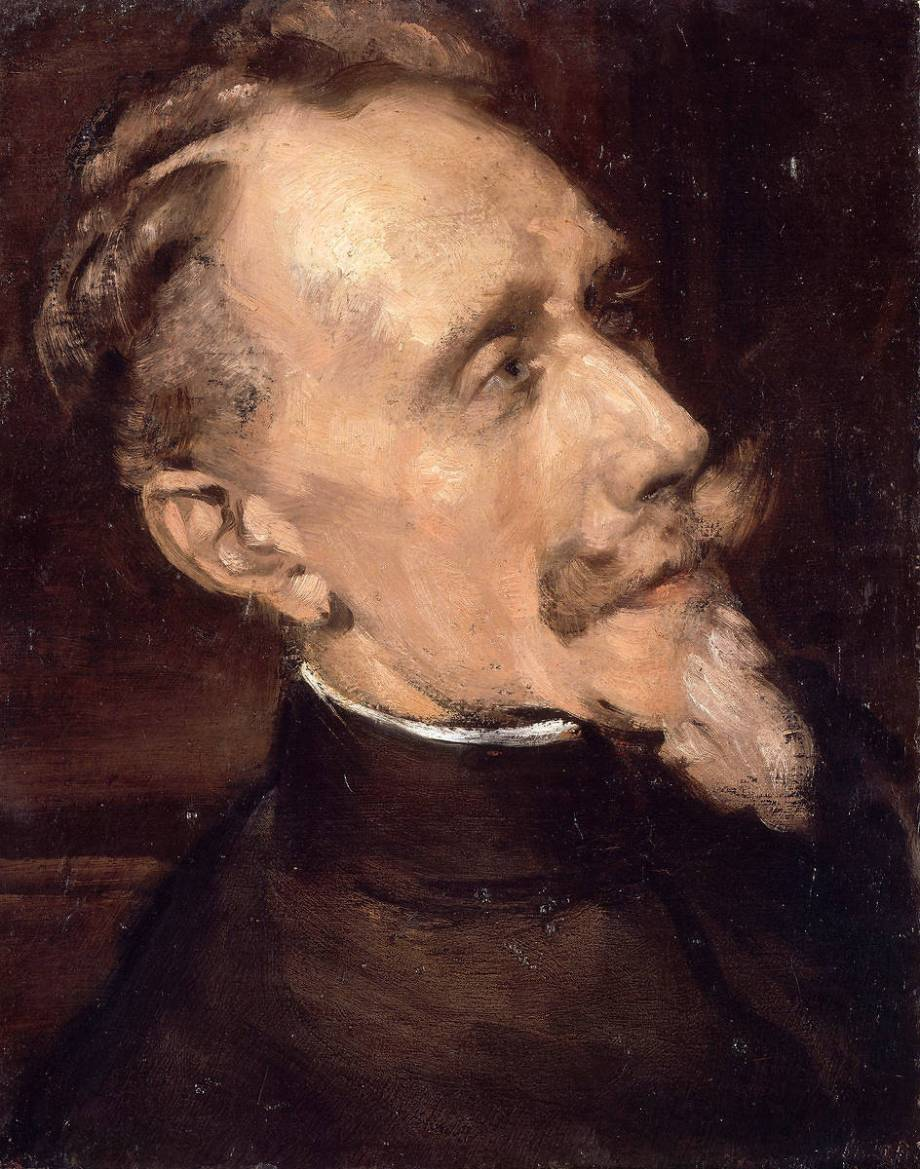
Émile Bernard : Paul Ferdinand Gachet (1926), museo de Orsay

Gachet  amasó una de las colecciones de arte impresionista más extensa de Europa antes de su muerte en 1909. El doctor, su esposa y su casa fueron modelos de varias obras de arte de distintos artistas:

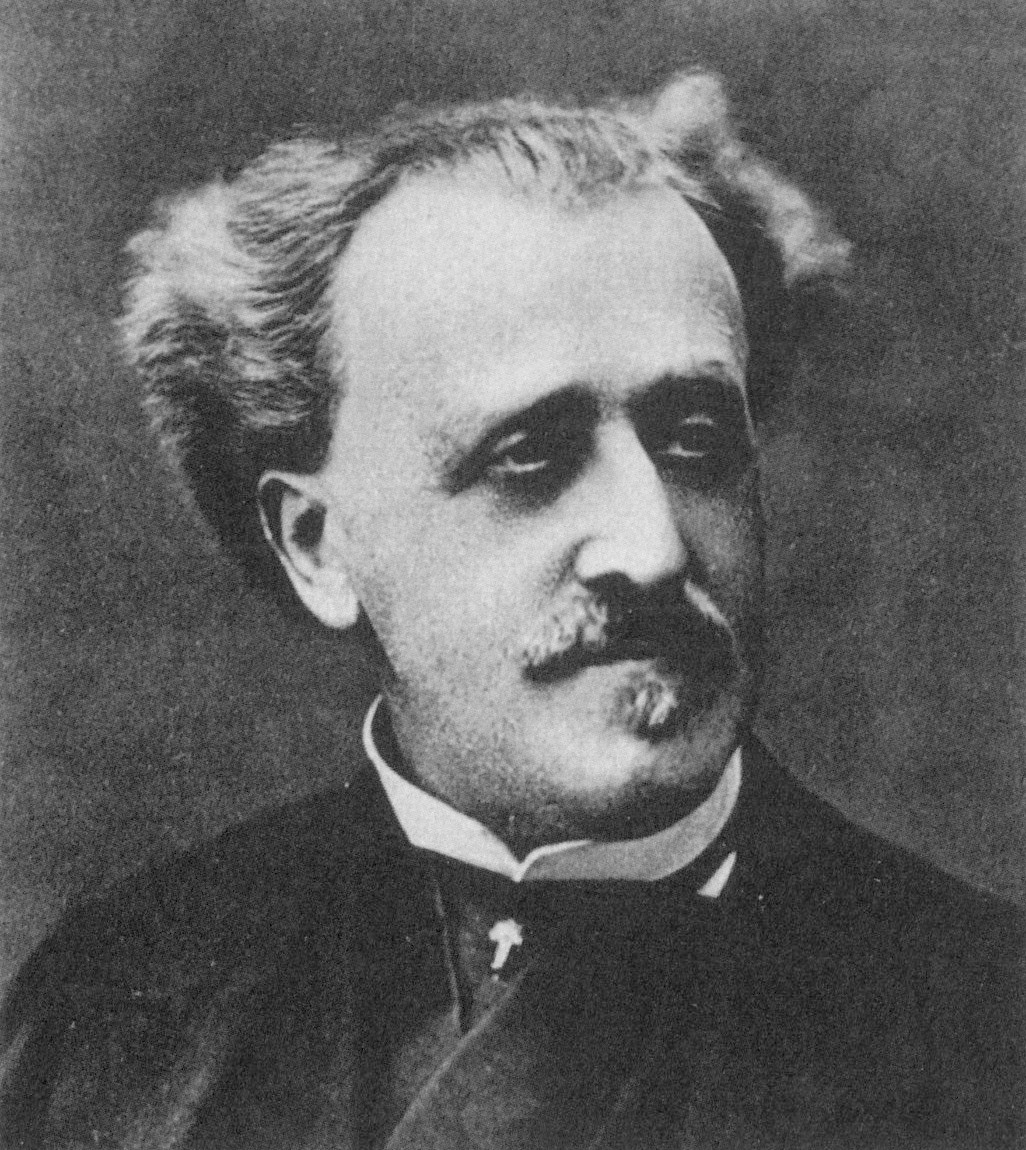
Paul Gachet
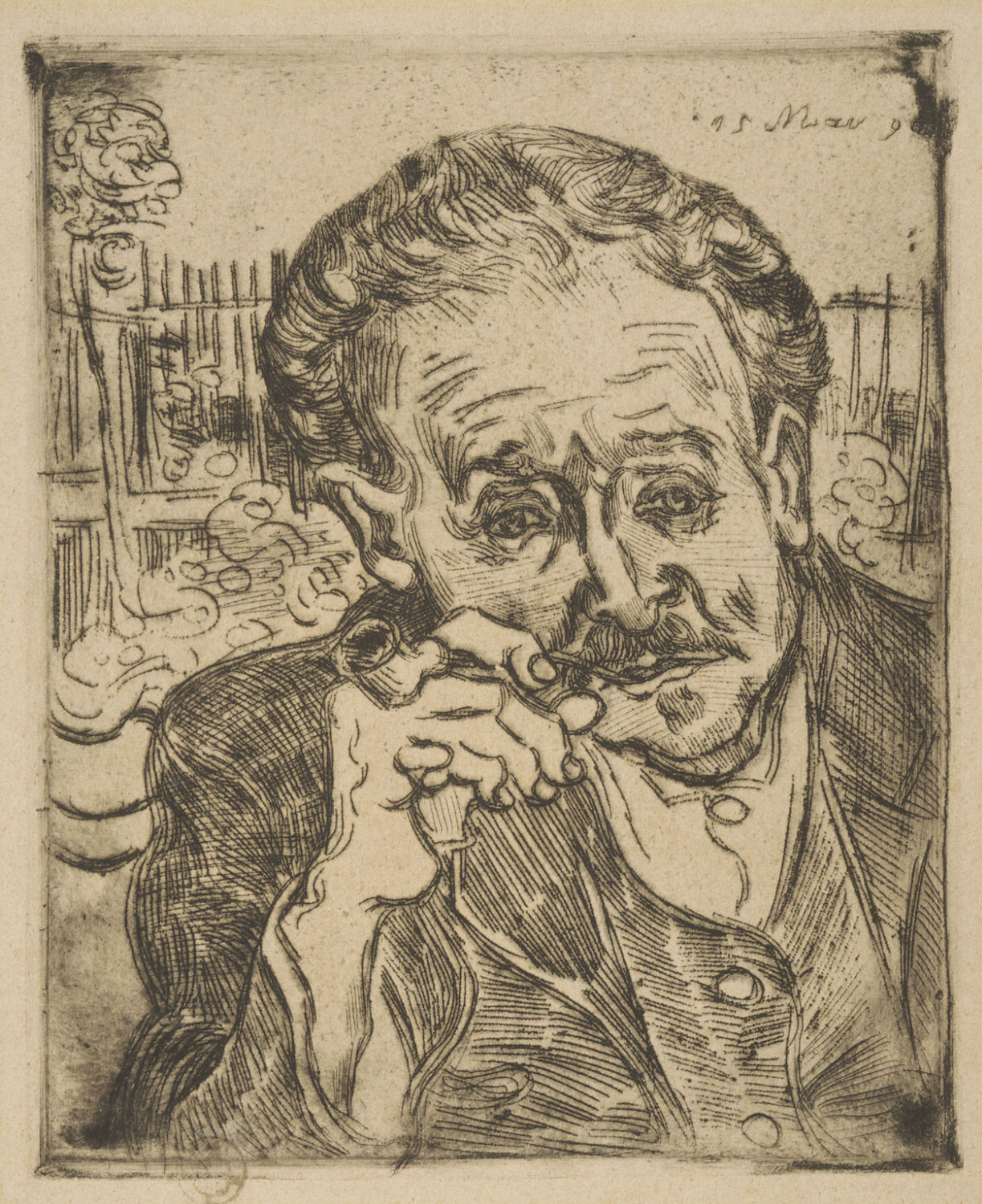
Dr. Gachet, aguafuerte de Vincent van Gogh (1890)
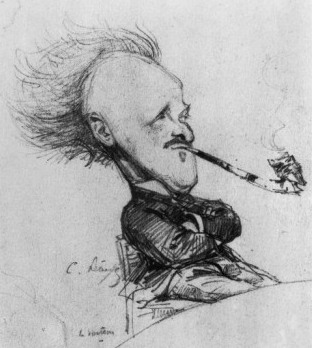
Paul Gachet por Charles Leandre (c. 1887)
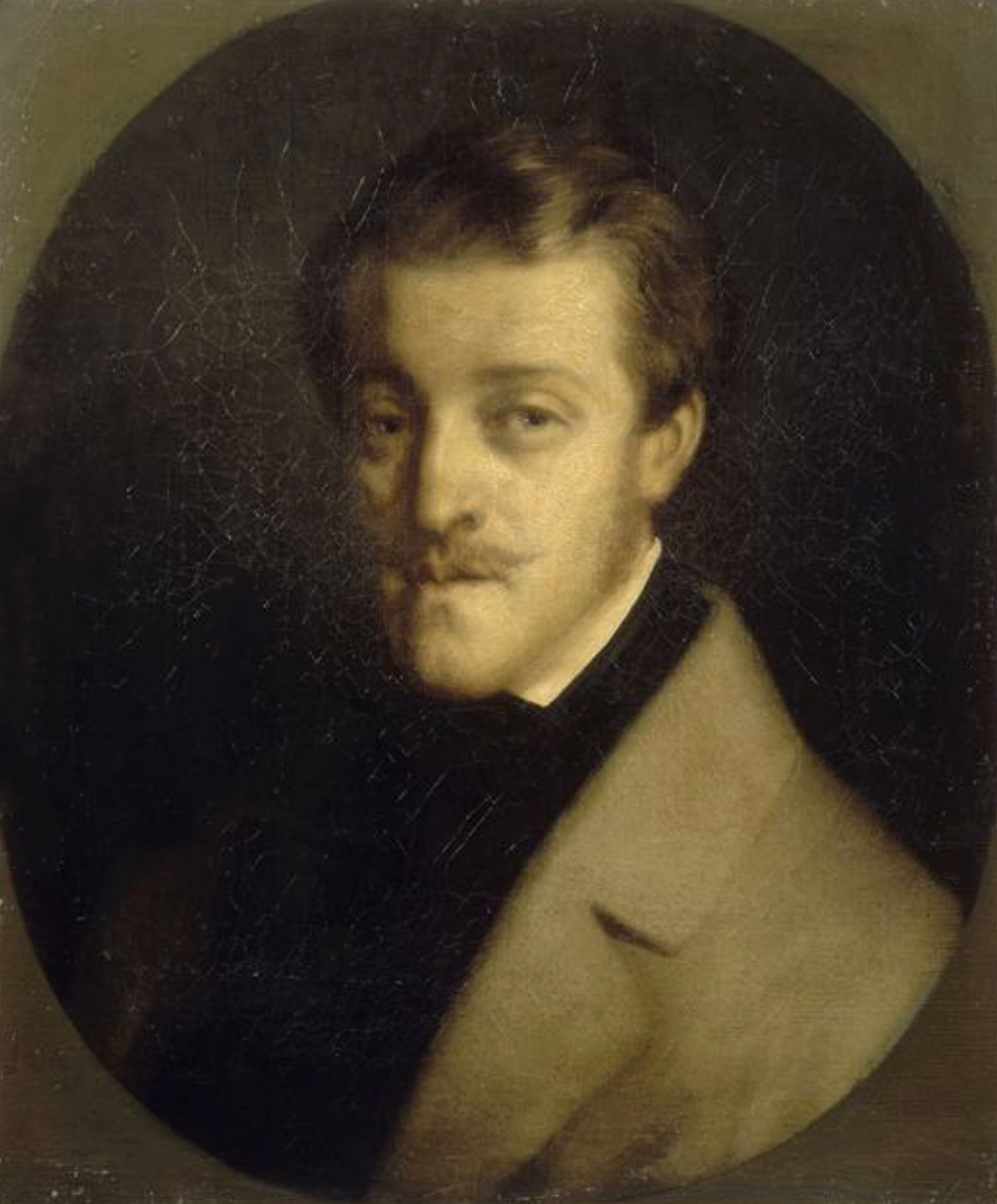
Paul Gachet por Ambroise Detrez (1850-1852)
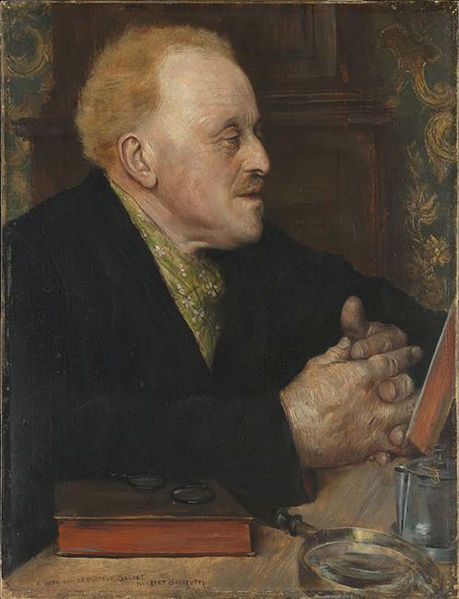
Paul Gachet, por Norbert Goeneutte (1891), Museo de Orsay, París
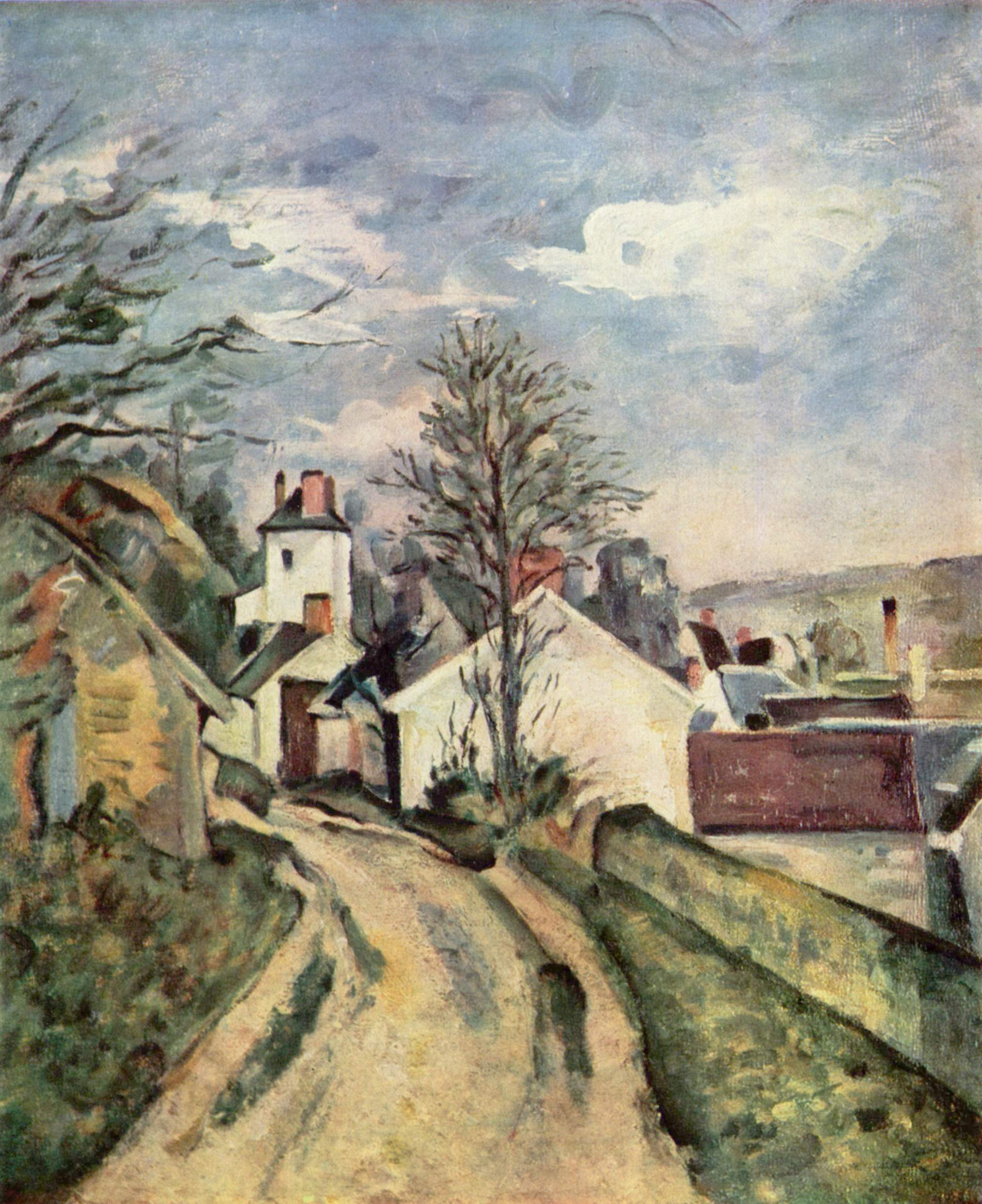
Paul Cézanne, La casa del Doctor Gachet en Auvers (1872-1873) Museo de Orsay

## Notas

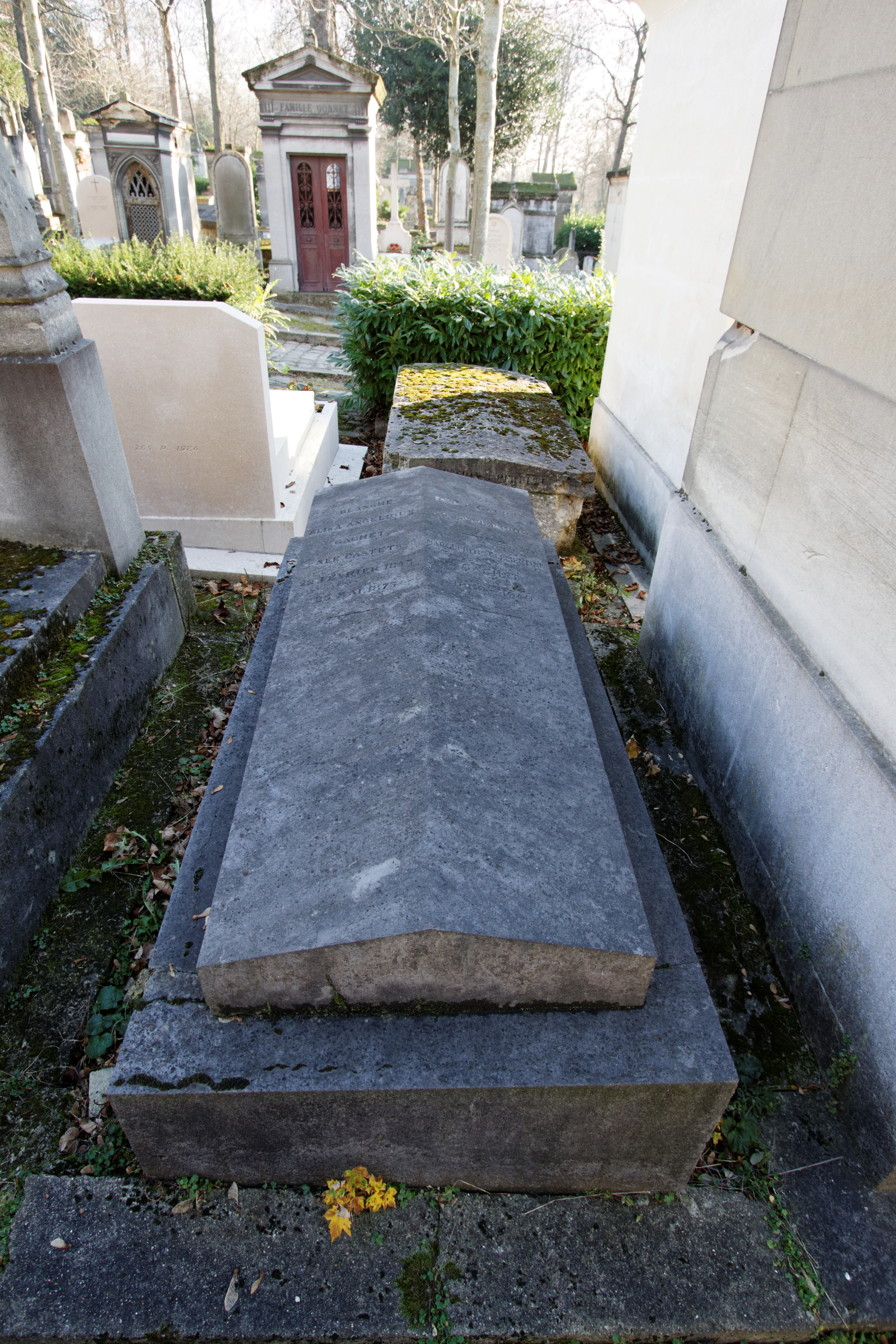
Tumba (en el Père-Lachaise)